# Depottablett

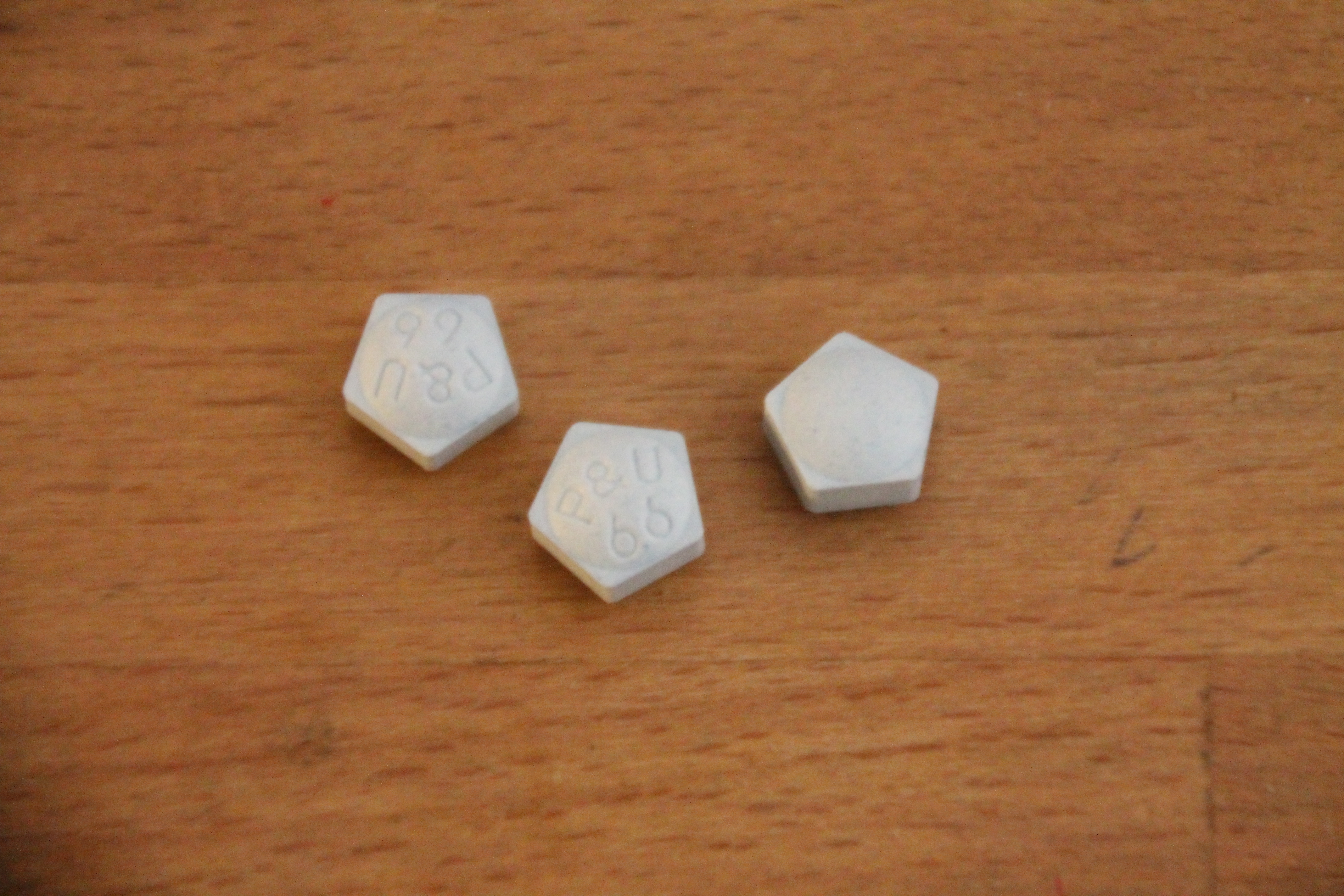
Xanor, ett exempel på medicin som finns i denna tablettform.

En depottablett, eller depåtablett, är en beredningsform av läkemedel för oralt bruk.
Det som skiljer depottabletterna från vanliga tabletter är att det aktiva innehållsämnet frigörs långsamt och i olika ställen i matsmältningssystemet, detta för att koncentrationen av läkemedlet i blodet ska bli jämn och inte lika plötslig som vid intag av konventionella tabletter, vilket innebär att antal gånger per dygn man behöver ta medicinen minskar.
Det finns olika former av depottabletter. Vissa innehåller ett plastskelett, andra är uppbyggda av olika lager.
Depotkapslar är en annan variant av depottablett.